# Список правителей Диярбакыра
Список правителей Диярбакыра.
| Годы правления | Имя правителя или название династии | Титулы правителей | Дополнительная информация                  |
| --- | ----------------------------------- | ----------------- | ------------------------------------------ |
| Диярбакыр — автономная провинция в составе арабской Месопотамии. |                                     |                   |                                            |
| 870—899 | Шейхиды                             | Амир              | Вассалы Аббасидов                          |
| 911—913 | Абу-л-Хайджа Абдаллах ибн Хамдан    | Амир              | Наместник Аббасидов из династии Хамданидов |
| 936—967 | Сайф ад-Даула Али ибн Абдаллах      | Амир              | Из династии Хамданидов                     |
| 981—990 | Абу Абдаллах Хусайн ибн Хасан       | Амир              | Из династии Хамданидов. Вассал Буидов      |
| 981—983 | Абу Тахир Ибрахим ибн Хасан         | Амир              | Из династии Хамданидов. Вассал Буидов      |
| 983—1085 | Марваниды                           | Амир              | Вассалы Буидов, затем Сельджукидов         |
| В 1084—1085 годах провинция переходит под контроль Сельджукской империи. |                                     |                   |                                            |
| 1085—1183 | Иналогуллары                        | Бей               | Вассалы Сельджукидов                       |
| 1183—1185 | Нур ад-Дин Мухаммад ибн Кара-Арслан | Атабек            | Из династии Артукидов                      |
| После распада Сельджукской империи в провинции появляются несколько властных центров, наиболее важный из которых - эмират с центром в Мардине, где продолжают править Артукиды, которые, однако, теряют контроль над Диярбакыром. |                                     |                   |                                            |
| 1185—1260 | Айюбиды                             | Малик             |                                            |
| В середине XIII века Айюбиды теряют контроль над западной частью провинции, который переходит к Сельджукскому султанату, а в 1260 году провинцию захватывают монголы.                                                             |                                     |                   |                                            |
| В 1402 году Тамерлан отдает провинцию Диярбакыр под контроль Ак-Коюнлу. |                                     |                   |                                            |
| начало XIV века | Иринчин (Иренджин)                  | Наиб              | Наместник Хулагуидов                       |
| К 1508 году Ак-Коюнлу попали под власть династии Сефевидов. |                                     |                   |                                            |
| начало XVI века | Эмирбек Мусули                      | Амир              | Вассал шаха Исмаила I                      |
| В 1516 году после поражения Сефевидов в войне с Турцией провинция переходит в состав Оттоманской империи. |                                     |                   |                                            |